# ناتالیا زینچنکو
ناتالیا زینچنکو (اوکراینی: Наталія Зінченко؛ زادهٔ ۳ اکتبر ۱۹۷۹) بازیکن فوتبال اهل اوکراین است.
از باشگاه‌هایی که در آن بازی کرده‌است می‌توان به اشاره کرد.
وی همچنین در تیم ملی فوتبال زنان اوکراین بازی کرده‌است.